# Gerbillus andersoni
Gerbillus andersoni (Піщанка Андерсона) — вид родини мишеві (Muridae).

## Поширення
Цей вид був зареєстрований в прибережній рівнині Північної Африки і на Близькому Сході, від Тунісу та північної Лівії, до Єгипту (Синайський півострів і дельта Нілу), Ізраїлю і південно-західної Йорданії. Живе в прибережних рівнинах і прибережних пустелях. 

## Опис
Їх проживання і раціон схожі на інших піщанок. Період вагітності становить 20-22 днів, а середній розмір приплоду чотири або п'ять.